# 尾斑雙線䲁
尾斑雙線䲁（學名：Enneapterygius signicauda），為輻鰭魚綱䲁形目三鰭䲁科雙線䲁屬的一個種，由Ronald Fricke於1997年所描述，分布於太平洋萬那度、東加與美屬薩摩亞海域，深度0至11公尺，體長可達2.5公分，棲息在珊瑚礁、潟湖，雌魚產附著性卵在藻類築的巢，雄魚會守護卵，幼魚為浮游性，生活習性不明。